# Bostrychoplites normandi
Bostrychoplites normandi är en skalbaggsart som först beskrevs av Pierre Lesne 1897.  Bostrychoplites normandi ingår i släktet Bostrychoplites och familjen kapuschongbaggar. Inga underarter finns listade i Catalogue of Life.